# ロモ

ロモのロゴ。

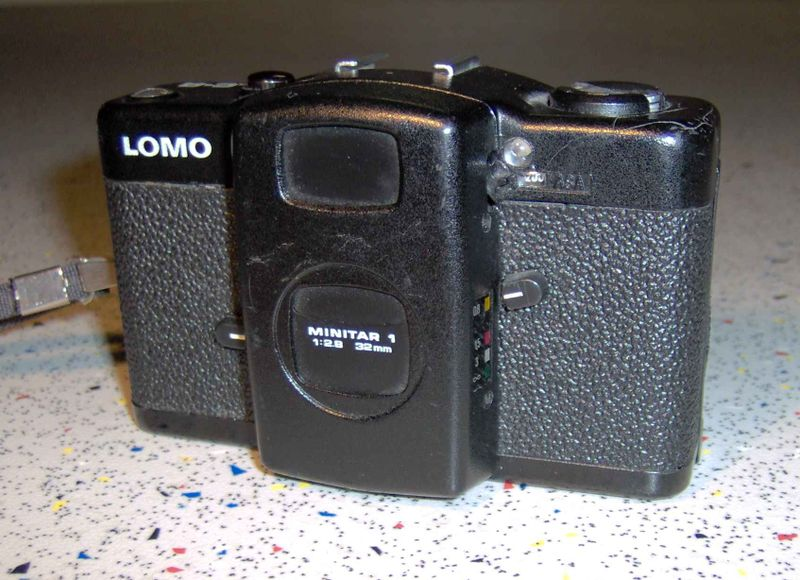
ロモ LC-A（1988年製）

ロモ（LOMO、ЛОМО）は、ロシアの光学機器メーカー、レニングラード光学器械合同（露: Ленинградское оптико-механическое объединение、ラテン文字転写：Leningradskoye optiko-mekhanicheskoye obyedinenie 、英: Leningrad Optical Mechanical Amalgamation）の略称である。日本ではカメラメーカーとして、特にLC-A等のトイカメラのブランドとして知られているが、一眼レフカメラ黎明期の傑作「スポルト」や報道用のハイエンドカメラを開発し、現在においても研究用・軍事用の光学機器を開発・製造する世界有数の先端技術を持つメーカーである。また、業務用音響マイクロフォンなども製造していた。

## 歴史
ロシア革命直前の1914年2月4日にサンクトペテルブルクで設立された株式会社・光学器械工場がロモのルーツである。資本金は120万金ルーブルで、シュナイダーから66%の出資を受けた子会社であった。第一次世界大戦とそれに続く1917年の10月革命の勃発により、サンクトペテルブルクの情勢は混乱し工場は休止を余儀なくされた。1918年、工場は国有化されGOIに名称を変更されたが、翌年まで稼働しなかった。1919年、ウラジーミル・レーニンの指示で映画用カメラの製造を開始した。内戦を戦うソヴィエト政府にとって、映画は重要な宣伝手段であり武器に等しいと考えられていた。1921年、GOZ（国営光学工場）に名称を変更。ソヴィエト連邦が成立し社会情勢が安定した1920年代半ばには工場を拡張、光学ガラスの製造を開始した。カメラの試作も行われ、初のカメラ製品「FOTO-GOZ」を製作したが量産はされなかった。1928年、最初に販売された乾板カメラ、「FOTOKOR」を発売した。1928年に始まった第一次五カ年計画に伴う企業再編で会社の名称はまた変わり、1932年からはGOMZ（国営光学器械工場）を名乗った。1935年一眼レフカメラの黎明期の一つである「スポルト」を製作。第二次世界大戦が始まるまで「ツーリスト」、「スメナ」、「リリプット」などの大衆向けカメラと、報道用カメラの「REPORTER」などを製造した。
1941年、ナチス・ドイツがソビエト連邦を攻撃、レニングラード（1924年にペトログラードから改名）はドイツ軍の包囲を受け、1944年まで激しい戦闘にさらされた。この間レニングラードは激しい飢餓におそわれ、市内の工場は全力で戦争資材を生産していた。戦争（ソ連では大祖国戦争と呼ぶ）に勝利したソビエト政府は、復興にあたってドイツの光学技術と生産設備を接収して利用した。カール・ツァイスなどのドイツ企業から、技術資料や生産設備がソ連に運ばれた。行き先はレニングラードのGOMZ、モスクワのKMZ、キエフのアーセナル等の工場であった。戦後のGOMZは、軍用光学機器の生産拠点として重点的に復興され、産業用や医療用の光学器械の生産も行った。これと平行して大衆向けのカメラも生産され、二眼レフの「KOMSOMOLETS」（のちにルビテルに発展した）や、一連の「スメナ」シリーズを発売するなど、主に大衆向けの製品を生産・供給した。カメラ製造はGOMZ社の一事業にとどまり、従業員の90％は軍事関係などのカメラ以外の光学機器に関わっていた。企業の合併、再編などの関係から、1962年、名称をLOOMP（レニングラード光学器械工業企業体連合）に変更。1965年、名称をLOMO（レニングラード光学器械連合）に変更している。ロモの製品は天体望遠鏡、顕微鏡、電子顕微鏡などに特徴があり、世界最大級の6m望遠鏡BTA-6を開発するなど西側に匹敵する技術水準を維持していた。1974年、すぐれた業績を賞賛され「レーニン工場」の称号を受けている。ソヴィエト連邦の解体後の1991年、レニングラードはふたたびサンクトペテルブルクに名前を変更したが、ロモは改名することなく現在に至っている。現在はカメラ生産からは撤退しているものの、今なお宇宙開発、軍事、民生の部門でロシア有数の光学工場であることは変わりない。

## 製品

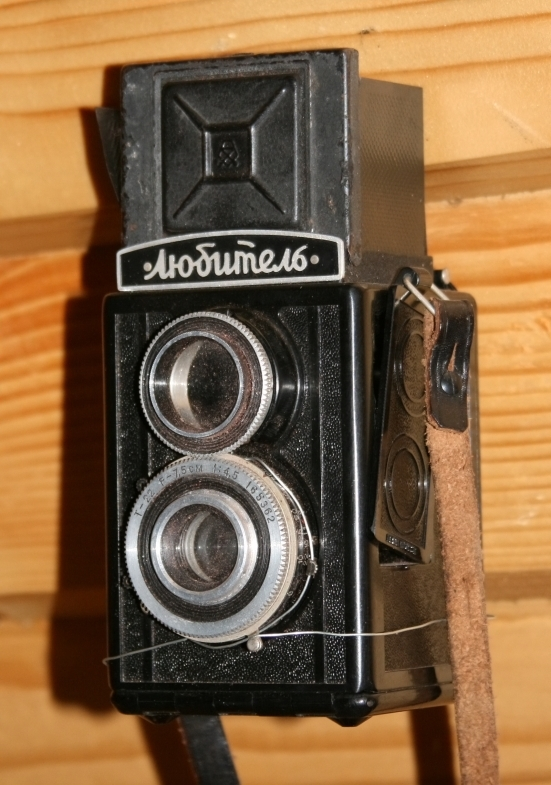
ルビテル。

### おもなモデル
カメラ製品のうち主要なものないし著名なもののみを記載する。
- スポルト（Sport、Спорт、1936年発売） - 世界初の35mm判一眼レフカメラ。19000台。
- ルビテル（Lubitel 、Любитель、1946年発売） - フォクトレンダー ブリラントを元に制作され当初「KOMSOMOLETS（Комсомолец）」を名乗ったが、改良をきっかけに改名した。改良時にピント合わせの機能がついた。最終型は166 ユニバーサル。1993年まで生産された。大量に供給されたため生産数は不明。
- スプートニク（Sputonik 、Спутник、1955年発売） - ルビテルをベースに開発されたステレオカメラ。8400台。
- スメナ（Smena [1]、Смена、1952年発売） - 35mm判普及カメラ。ベークライト製。スメナ1-4までが略同型。スメナ5-9までが略同型。このほかにスメナ8M、スメナ35、スメナシンボルなどが量産された。大量に供給されたため生産数は不明。8Mと35は1993年まで生産されており、1998年のロシア通貨危機の際には大量のデッドストックが海外に放出された。
- ロモ135（ЛОМО-135、1975年発売） - ゼンマイ動力で連写を可能とした35mm判カメラ。BCとMの二種がある。175000台。
- VOSKHOD（Восход、1964年発売） - 縦位置撮影を標準とする珍しい35mm判カメラ。50000台。
- レニングラード（Leningrad 、Ленинград、1956年発売） - 35mm判レンズ交換式カメラ。スプリングモーターを内蔵し連続撮影が可能。76000台。
- ALMAZ（Алмаз、1978年発売） - 普通の35mm判一眼レフカメラ。

### LC-A
1983年に発売された自動露出の35mm判コンパクトカメラで、後にロシア以外の国でカルトな人気を得た。
共産圏のカメラでしばしば見られることだが、このカメラも日本製カメラコシナ CX-2のコピーである。ただしカメラの外観はそのままだが、レンズバリアーの開き方や内部の機構は異なり、単なるデッドコピーではない。LC-Aの描写は一台一台微妙な違いがある。これは生産ラインにおける品質が安定していないためだといわれている。またレンズ設計上の欠陥から口径食が発生し画面周辺に極端な光量落ちが見られるが、これを「トンネル効果」と呼んで独特の味だと評価する向きもある。そしてカメラの自動露出はしばしば不安定である。これら、撮影者に意図せざる結果をもたらし、現像してみるまではどんな風に写っているのかわからない偶然性が、一部ユーザーから通常のカメラと写真に対するアンチテーゼと受け止められ、単に「写りが悪い」とは片付けられない、その味のある描写には、多くの愛好者が生まれた。

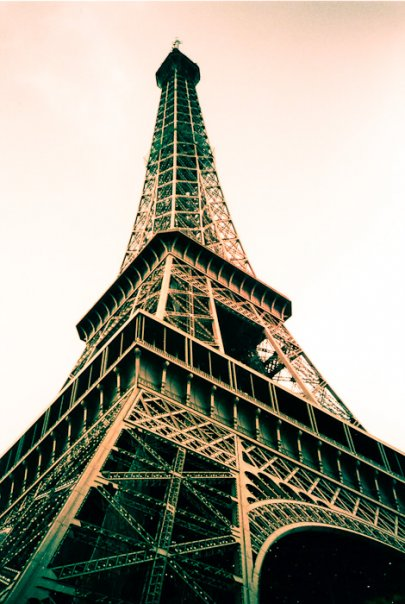
LC-Aで撮られたエッフェル塔

LC-Aはソ連邦国内だけで年間150万台も販売されたが、ソビエト連邦の崩壊後は日本製など共産圏以外の製品に押され生産は中止された。しかし、このカメラを愛用していたウィーンを中心とする欧米の若手芸術家と無数の若者がファンクラブを組織して生産を支援し、生産が再開された。LC-Aを使ったアート運動は、ロモグラフィーとして知られている。同社はLC-Aと、同社を紹介する写真集とをセットにして販売した。
その後、2005年4月末でロモ社でのLC-A生産が終了。2006年、機能を追加した「ロモLC-A+」としてロモグラフィー社により、中国に場所を移して生産が再開された。なお、中国では鳳凰光学がOEM生産している。
LC-Aは、ソビエト時代のもの、再生産されて以降のもの、中国製のものの3種に大別される。ソビエト時代のものには、カメラに印刷されたロゴがキリル文字のもの、英語表記のものがあり、前者が国内向けで後者が輸出向けである。そのほか、ゼニートブランドで売られたものがある。レンズバリア回りのデザインが異なるタイプがLC-Mとして少数販売された。1986年のソ連邦共産党第27回大会の記念品として作られたモデルがあり、トップカバーに赤旗バッジが付いている。再生産されてからのLC-Aは通称「ウィーン・バージョン」と呼ばれ、レンズバリアに通称「ロモ蔵」と呼ばれるキャラクターが描かれている。機構的には再生産モデルではモータードライブの接点が省略されているほか、いくつか機能の簡略化がみられる。さらにウイーンバージョンも、前期と後期モデルがあり、後期モデルはファインダー内のゾーンフォーカス表示の指針が省略されている。
ロモ社のカメラの中でも特に著名であること、そして何より、国際的にプロモーションした商業組織や、各国でその代理店的な業務を行った者達がLC-Aを指して「ロモ」と呼びコマーシャルしたため、しばしばLC-Aがロモと呼ばれるが、前述のとおりロモとは（かつての）メーカー名であり誤用である。中国製のLC-A+に至っては、そもそもロモ社の製品ですらない。また彼らにより、周辺光量落ちを指して「トンネル効果」であるとか、時には軍事用であるなどといった全くの根拠の無い噂なども広められた。